# Thayngen
Thayngen é uma comuna da Suíça, no Cantão Schaffhausen, com cerca de 4.102 habitantes. Estende-se por uma área de 11,92 km², de densidade populacional de 344 hab/km². Confina com as seguintes comunas: Bibern, Dörflingen, Gottmadingen (DE - BW), Hilzingen (DE-BW), Lohn, Sciaffusa (Schaffhausen), Stetten.
A língua oficial nesta comuna é o Alemão.